# 小田智仁
小田智仁（日语：小田 智仁，1991年3月10日—），日本男性漫畫家。出身於愛知縣蒲郡市。東京工藝大學藝術學院漫畫科系畢業。O型血。已婚。
2012年大學就讀期間獲得小學館新人漫畫大獎，出道以來其作品主要在《週刊少年Sunday》（小學館）發表。一方面出道時期以小田智仁名義活動，後來更改用片假名作為現在筆名。

## 來歷
小田在中學時期借閱哥哥的漫畫而意識到漫畫家這個職業，又因為從以前就被人稱讚很會畫畫，而決定以漫畫家為志向。
上大學了以後，小田帶著短篇漫畫「World Worst One」前往週刊少年Jump編輯部，得到很糟的評價。再帶著好幾份分鏡稿去時，小田受到草率的對待，有人對他說「可能沒什麼意義，但我姑且還是會看」「這個有趣，去畫成32頁短篇吧」之類的話。之後，他得到了《Jump Square》編輯的好評，在參觀《週刊少年Sunday》編輯部時，編輯對他的作品大加讚賞，並將作品原稿送至小學館新人漫畫獎。終於在2012年，他的短篇「World Worst One」獲得了小學館新人漫畫獎少年部門大獎。並在次年2013年大學畢業。
2014年，於《週刊少年Sunday》40號開始連載《Digicon》，成功在週刊雜誌出道，至2015年15號完結。之後，在《週刊少年Sunday》42號發表短篇漫畫《古見同學有交流障礙症》，此時將筆名改成。因為受到了歡迎，2016年開始正式進行連載。2022年，《古見同學有交流障礙症》獲得第67屆小學館漫畫獎少年部門。

## 風格
出道初期曾畫過戰鬥漫畫，但之後將風格轉變為描繪人物日常生活的漫畫。
而他獲得小學館新人漫畫獎的作品「World Worst One」是一部戰鬥漫畫，得到的卻是正負兩極的評價。本人表示把它帶到週刊少年Jump編輯部時，被編輯批評說「無聊」。反之，擔任小學館新人漫畫獎評委的青山剛昌對作品故事的步調表示高度讚賞。本人又說自連載《Digicon》之後，覺得自己不適合畫戰鬥漫畫，理由是在繪製戰鬥場景時無法想出畫面的構圖。
漫畫家西森博之認為「World Worst One」中女孩子很有吸引力做出了評語。本人表示高中時期就很喜歡畫女性角色的臉，因此在《古見同學有交流障礙症》可以看出主角古見硝子的表情有許多起伏變化。

## 私生活
妻子是漫畫家，作品包含連載於的。兩人的第一子在2019年出生。

## 作品

### 連載
| 作品名稱（日文原名）     | 發表雜誌／號                             | 出版社            | 冊數   | 備註                                                   |
| ------------------------ | ---------------------------------------- | ----------------- | ------ | ------------------------------------------------------ |
| Digicon（）              | 《週刊少年Sunday》2014年40號－2015年15號 | 小學館            | 全3冊  | 小田智仁名義。                                         |
| 古見同學有交流障礙症（） | 《週刊少年Sunday》2016年25號－2025年9號  | 小學館 青文出版社 | 全37冊 | 名義。 2021年10月－12月、2022年4月起播出同名電視動畫。 |

### 短篇
| 作品名稱（日文原名）     | 發表雜誌／號                 | 出版社 | 備註                                                                   |
| ------------------------ | ---------------------------- | ------ | ---------------------------------------------------------------------- |
| World Worst One（）      | －                           | 小學館 | 出道作品。小田智仁名義。                                               |
| 宇宙便利超商業務日誌（） | 《週刊少年Sunday》2012年44號 | 小學館 | 小田智仁名義。                                                         |
| 古見同學有交流障礙症（） | 《週刊少年Sunday》2015年42號 | 小學館 | 名義 之後正式進行連載。 後又在《週刊少年SundayS》2022年2月號特別刊載。 |

## 腳註

## 外部連結
- 小田智仁的X（前Twitter） （日語）
- Sunday漫畫家BACKSTAGE：小田智仁 （页面存档备份，存于） （日語）－小學館《週刊少年Sunday》官方網站。